# Vendoorn
Vendoorn is een gehucht op de grens van Melsele en Zwijndrecht, twee deelgemeenten van de Oost-Vlaamse gemeente Beveren-Kruibeke-Zwijndrecht. Het gehucht is gelegen langs de gelijknamige straat Vendoorn en de Vendoornstraat. Het gehucht bevindt zich net ten zuiden van de P+R Melsele van de Antwerpse tram en de N70 en net ten westen van de N419. De Vendoorn strekt zich in westelijke richting uit tot de spoordriehoek van spoorlijn 59, spoorlijn 10 en spoorlijn 10/1. Ondanks de nabijheid van weg-, spoor- en traminfrastructuur is het gehucht tamelijk landelijk met lintbebouwing.
Op het grondgebied van Zwijndrecht staat de Vendoornkapel, een Onze-Lieve-Vrouwekapel die omstreeks 1850 werd opgericht door het echtpaar Pieter Frans De Keersmaecker en Maria Begga Van Strijdonck. Het echtpaar beloofde een kapel op te richten als de operatie die de vrouw moest ondergaan zou lukken. Dit gebeurde, het echtpaar kwam zijn gelofte na en in de volksmond kreeg de kapel de naam van ‘Keersmaeckerskapelleken’.
Een eenvoudig altaar siert de kapel. Twee vensters met spitsbogen verlichten de kapel. Ze werden geschonken door de pastoor van Melsele – de kapel behoorde immers tot de parochie Melsele. Na het overlijden van de laatste erfgenaam De Keersmaecker omstreeks 1914 werd de kapel verwaarloosd. Na een oproep van Jules Van Kerschaver werd de kapel hersteld rond 1930. In de daaropvolgende decennia werd de kapel meermaals geplunderd.
In 1953 werd ter gelegenheid van het Mariajaar de kapel opnieuw hersteld en op vrijdag 15 oktober ingehuldigd.
Deelgemeenten: Bazel · Beveren · Burcht · Doel · Haasdonk · Kallo · Kieldrecht · Kruibeke · Melsele · Rupelmonde · Verrebroek · Vrasene · Zwijndrecht

Overige dorpen en gehuchten: Beestenhoek · Bloempot · De Bank · Doorn · Es · Gaverland ·  Geslecht · Halve Maan · Hoogeinde · Hoogstraat · Kalishoek (Doel) · Kalishoek (Melsele) · Kemphoek · Melseledijk· Mosselbank (Haasdonk) · Mosselbank (Vrasene) · Nieuwe Parochie · Ouden Doel · Oudendijk · Ponjaard · Prosperpolder · Puiput · Rapenberg · Rapenburg · Saftingen · Sint-Antoniushoek · Smoutpot · Stenen Kruis · Tijskenshoek · Vendoorn · Verrebroekse Blikken · Vijfstraten · Vliegenstal · Voshoek · Westakkers · Wilden Haan · Zillebeek · Zwaantje

Belgische gemeenten · Arrondissement Sint-Niklaas · Oost-Vlaanderen · Vlaanderen